# Alejandro Argüello
Alejandro Argüello Roa, mehiški nogometaš, * 24. januar 1982, Ciudad de México, Mehika.
Nazadnje je igral za klub Correcaminos UAT.